# Phygadeuon laticollis
Phygadeuon laticollis är en stekelart som beskrevs av Holmgren 1883. Phygadeuon laticollis ingår i släktet Phygadeuon och familjen brokparasitsteklar. Inga underarter finns listade i Catalogue of Life.